# 춘천기계공업고등학교
춘천기계공업고등학교(春川機械工業高等學校)는 대한민국 강원특별자치도 춘천시 후평동에 위치한 공립 고등학교이다.

## 학교 연혁
- 1970년 1월 13일 : 춘천공업고등학교 설립인가 (12학급)
- 1970년 3월 10일 : 춘천공업고등학교 개교
- 1974년 10월 28일 : 현 교사(校舍)로 신축 이전
- 1978년 3월 1일 : 춘천기계공업고등학교로 학칙 변경 (30학급)
- 1992년 12월 8일 : 강원도공업계고등학교 공동실습소 개소
- 2001년 10월 8일 : 학칙변경인가 건설설비기계과 2학급, 금형디자인과 1학급, 계 42학급
- 2006년 9월 28일 : 춘공문화관 개관
- 2006년 10월 4일 : 특성화학과 지정(뉴테크디자인과)
- 2007년 9월 10일 : 특성화고등학교 지정 특성화학과(컴응과, 디기과, 전기과, 빌딩과, 자동차과, 건토과)
- 2019년 5월 20일 : 산업설비과 2학급 마이스터학과 지정
- 2022년 9월 1일 : 제21대 한재혁 교장 부임
- 2025년 1월 8일 : 제53회 졸업식(224명, 총 23,982명)
- 2025년 3월 4일 : 2025학년도 입학식(218명 입학), 반도체과 신설

## 설치 학과
- 기계과
- 전기과
- 자동차과
- 산업설비과
- 반도체과
- 건축토목과
- 스마트금형과

## 참고 자료
- 춘천기계공업고등학교 - 한국교육학술정보원 학교알리미